# (22012) 1999 XO82
(22012) 1999 XO82 è un asteroide troiano di Giove del campo greco. Scoperto nel 1999, presenta un'orbita caratterizzata da un semiasse maggiore pari a 5,176048 UA e da un'eccentricità di 0,110630, inclinata di 7,413382° rispetto all'eclittica.